# 地蔵崎
地蔵崎（じぞうざき）は、島根県松江市美保関町美保関に位置し、日本海に面する岬。島根半島の東端。
北緯35度34分4秒 東経133度19分36秒 / 北緯35.56778度 東経133.32667度座標: 北緯35度34分4秒 東経133度19分36秒 / 北緯35.56778度 東経133.32667度。
大山隠岐国立公園に含まれる。「地蔵埼」とも表記。

## 地理
- 日本神話では美保ヶ崎として登場し、国譲りの際、事代主命が漁をしていたとされる。
- 「地蔵崎」の名は、航海安全を念じて地蔵が多く奉納されていたことから来たといわれる。
- 岬の南西2kmには、古くからの港である美保関港が位置する。
- 岬上には1898年（明治31年）初点灯の美保関灯台が立つ（山陰最古）。石造で海抜83m、光達23海里。1998年（平成10年）に「世界の歴史的灯台100選」にも選ばれている。7月20日と11月1日（灯台記念日）のみ内部公開を行う。
- 岬付近からは弓ヶ浜や中海を眺望でき、晴天であれば北側にある隠岐諸島、南側にある鳥取県大山町付近を眺めることができる。

## 施設・観光
- 美保関灯台
- 五本松公園／関の五本松　美保関港の少し西。

## 交通
- JR松江駅から一畑バス「美保関ターミナル」行きで終点乗換え、美保関町民バス「美保関」行きで終点まで乗車。徒歩3km。

- 国道431号
- 鳥取県道・島根県道2号境美保関線